# 失蹤的女孩：長島連續殺人事件
《失蹤的女孩：長島連續殺人事件》是一部2020年美國推理劇情電影。由利茲·加布斯執導，由邁克爾·韋爾維（Michael Werwie）的編寫劇本。電影改編自羅伯特·科爾克的書《迷失的女孩：美國未解之謎》（Lost Girls: An Unsolved American Mystery）。 這部電影圍繞在長島連環殺手犯下的在長島南岸屏障島上謀殺年輕女性性工作者的謀殺事件，至今仍未查明。

## 劇情
劇情講述瑪莉吉爾伯特（Mari Gilbert）的女兒夏儂（Shannan Gilbert）某天離奇失蹤卻不見警方有所作為，於是自行展開調查，循著女兒最後的蹤跡來到位於長島的門禁社區，因此迫使執法單位和媒體追查十幾起受害者皆為性工作者的未偵破謀殺案。

## 製作
2016年3月，由邁克爾·沃維（英語Michael Werwie）負責編劇，且改編至羅伯特·科爾克的小說《迷失的女孩：美國未解之謎（英語：Lost Girls: An Unsolved American Mystery）》，莉茲・賈柏斯宣布將導演這部電影。電影由Kevin McCormick、大衛·肯尼迪、羅里·科斯洛、艾米·瑙伊卡斯和安妮·凱里和帕梅拉·赫爾希（Pamela Hirsch）製片。 最初是由Amazon Studios發行。2017年2月，莎拉·保羅森將出演電影中的真實活動家瑪麗·吉爾伯特。2018年5月，艾米·瑞安（Amy Ryan）接替了保爾森（Paulson）的監製任務，而Netflix被指定為發行商。2018年10月，湯瑪遜·麥肯錫（他退出拍攝《捍衛戰士：獨行俠》而加入此電影）、蘿拉·寇克、烏娜·勞倫斯、狄恩·溫特斯、米利亞姆·肖爾、里德·伯尼、凱文·考利甘、蓋布瑞·拜恩加入了演員陣容。

### 拍攝
主要攝影於2018年10月15日在紐約開始進行。

## 發行
這部電影在2020年1月28日的聖丹斯電影節上首映，並於2020年3月13日由Netflix在全球發行。

## 外部連結
- 在Netflix上觀看《失蹤的女孩：長島連續殺人事件》
- 互联网电影数据库（IMDb）上《失蹤的女孩：長島連續殺人事件》的资料（英文）
- AllMovie上《失蹤的女孩：長島連續殺人事件》的资料（英文）
- 爛番茄上《失蹤的女孩：長島連續殺人事件》的資料（英文）